# SOL-Flickornas GF
SOL GF (tidigare SOL-flickornas GF) är en svensk gymnastikförening som grundades 15 maj 1953 av bland andra Kerstin Andersson och som hösten 2012 har drygt 1200 medlemmar. 
Föreningen är baserad i sydvästra Stockholm och västra Huddinge kommun.
Klubben har fyra sektioner: Truppgymnastik som är den största tävlingssektionen, Artistisk gymnastik (AG), Cheerleading (Cheer) samt breddgymnastik för barn- och ungdomar inom Barn- och ungdomssektionen.
Föreningen hette tidigare SOL-flickornas GF men bytte under hösten 2018 namn till SOL GF (Gymnastikförening). 

## Kända personer som varit aktiva i föreningen
- Veronica Wagner - Artistisk gymnastik [3]
- Anastasia Nastja Johansson - Rytmisk gymnastik [4]
- Kristina Alvendal - Tidigare stadsbyggnads- och fastighetsborgarråd i Stockholm [5]
- Suzanne Lundvall - Svensk mästarinna i AG 1975 och forskare på Gymnastik & Idrottshögskolan [6]